# Mathias Blethgen
Mathias Blethgen (Lebensdaten unbekannt) war ein deutscher Fußballspieler.

## Karriere

### Vereine
Blethgen gehörte als Stürmer von 1912 bis 1925 dem Duisburger SpV an, für den er in den vom Westdeutschen Spiel-Verband organisierten Meisterschaften Punktspiele bestritt. Sein Debüt gab er zunächst in der zehn Mannschaften umfassenden Verbandsliga, die neben den, zum Teil in Gruppen unterteilten, vier Kreisen bestand. Als Sieger aus der Verbandsliga hervorgegangen, verzichtete sowohl seine Mannschaft, als auch der Sieger des A-Klasse-Finales, Union Düsseldorf, aus Termingründen auf die Ausspielung des Finales. Der Westdeutsche Spiel-Verband bestimmte daraufhin den Duisburger SpV zum Westdeutschen Meister.
In der Vorkriegssaison bestritt er im Ruhrkreis Punktspiele. Nachdem seine Mannschaft aus dieser verlustpunktfrei als Meister hervorgegangen war, setzte sie sich in der sich anschließenden Endrunde um die Westdeutsche Meisterschaft vor den übrigen vier Kreismeistern ohne Niederlage durch.
Nach dem Ende des Ersten Weltkriegs wurden die Kreismeisterschaften in acht Kreisen ausgetragen, wobei sich der Duisburger SpV als Meister im Rheinischen Nordkreis durchzusetzen wusste. In der Endrunde um die Westdeutsche Meisterschaft folgte nach dem 2:0-Sieg über den FC Jahn Siegen im Viertelfinale, das Ausscheiden im Halbfinale mit der 1:2-Niederlage gegen den Kölner BC 01.
In der Saison 1920/21 spielte er im Gau Berg-Mark, einem von fünf Gauen, deren Sieger die Endrunde erreichten. Nachdem sein Verein diese auch erreicht hatte, setzte sie sich gegen die übrigen Meister der Gaue durch.
Es folgte eine weitere Spielzeit im Gau Berg-Mark, die als Drittplatzierter abgeschlossen wurde; an er Endrunde um die Westdeutsche Meisterschaft nahm er mit seiner Mannschaft als Titelverteidiger teil und beendete sie mit einem Punkt hinter Arminia Bielefeld als Zweitplatzierter.
Seine letzten drei Spielzeiten, die er im Gau Niederrhein absolvierte, wurden mit drei Gaumeisterschaften und zwei Westdeutschen Meisterschaften gekrönt; lediglich in der Saison 1922/23 reichte es nicht zum Finale, da er mit seiner Mannschaft am 8. April in München-Gladbach der TuRU Düsseldorf mit 0:2 im Halbfinale unterlag.
Aufgrund der fünf Westdeutschen Meisterschaften nahm er auch fünfmal an der Endrunde um die Deutsche Meisterschaft teil; er wurde dabei achtmal eingesetzt und erzielte ein Tor. Sein Debüt hatte er am 20. April 1913 in Frankfurt am Main beim 2:1-Viertelfinalsieg über den FC Stuttgarter Cickers. Ohne ihn drang seine Mannschaft über das am 27. April 1913 in Essen mit 2:1 gegen Holstein Kiel gewonnene Halbfinale in das Finale vor. Die am 11. Mai 1913 in München vor 5.000 Zuschauern mit dem VfB Leipzig ausgetragene Begegnung wurde mit 1:3 verloren. Sein einziges Tor erzielte er am 3. Mai 1914 in Essen beim 4:1-Viertelfinalsieg n. V. über den Altonaer FC 93 mit dem Treffer zum Endstand in der 106. Minute.

### Auswahlmannschaft
Als Auswahlspieler des Westdeutschen Spiel-Verbandes nahm er am Wettbewerb um den Bundespokal teil und erreichte am 25. Februar 1923 das Finale. Die vor 30.000 Zuschauern im Frankfurter Riederwaldstadion mit der Auswahlmannschaft des Süddeutschen Fußball-Verbandes ausgetragene Begegnung verlor er mit seiner Auswahl mit 1:2.

## Erfolge
- Zweiter der Deutschen Meisterschaft 1913
- Westdeutscher Meister 1913, 1914, 1921, 1924, 1925
- Meister Ruhrkreis 1914, Rheinischer Nordkreis 1920, Gau Berg-Mark 1921, Gau Niederrhein 1923, 1924, 1925
- Verbandsmeister 1913
- Bundespokal-Finalist 1923